# 大谷理美
大谷 理美（おおたに さとみ、4月23日 - ）は、日本の女性声優。神奈川県出身。アクロスエンタテインメント所属。

## 略歴
2013年よりアクロスエンタテインメントに所属。

## 人物
趣味・特技にはダンス（モダンバレエを9年間）、水泳をそれぞれ挙げている。

## 出演
太字はメインキャラクター。

### テレビアニメ
- しまじろうのわお!（2013年、パキ）
- メジャーセカンド（2018年、松原）
- 爆釣バーハンター（2018年、鯵野なめ郎[3]）
- ARP Backstage Pass（2020年、叶真嗣〈小学生〉）
- リコリス・リコイル（2022年、姫蒲）
- ゴー!ゴー!びーくるずー（2023年、ブルン[4]）
- ダンジョン飯（2024年、村人3）

### 劇場アニメ
- ATOM（2009年）
- 劇場版しまじろうのわお! しまじろうとおおきなき（2015年）

### Webアニメ
- イタズラくん爆笑ドッキリ!（2016年、イタズラくん）

### ゲーム
2013年
- マジカルショット

2014年
- 魔法少女大戦 ZANBATSU（ゆた〈三朝千代〉）

2015年
- ポイッとヒーロー（ブリギッテ、エリス、フレース）
- ロストレガリア

2016年
- 幻獣姫（ムシュフシュ、アリオク、ストーンカ、プーカ、パズズ、シャックス）
- シノビナイトメア（ソウリン）

2017年
- 幻獣フロンティア（アクパーラ、プーカ、パズズ）
- ダンジョントラベラーズ2-2 闇堕ちの乙女とはじまりの書（お亀ちゃん、アザトース、エステル）

2018年
- おしゃべり!カケジョ!〜奪われたドットコインを追え!〜（アナ・ホリスキー）
- おしゃべり!ホリジョ!（アナ・ホリスキー）

2021年
- おしゃべり!ホリジョ!ホリスラッシュ（アナ・ホリスキー）

### デジタルコミック
- ヤスコとケンジ（友達、おばさん、椿母、少年）

### 吹き替え

#### 映画
- カリーナの林檎〜チェルノブイリの森〜（セルゲイ）
- ファイヤー・ウィズ・ファイヤー 炎の誓い（ウェストレーク、レポーター）
- ビースト・ストーリー 選ばれし勇者（ゲイル、観客女）
- ファイアー・ツイスター（ジェーン、コースター女2）
- マーズ・オデッセイ（アイダ）
- キックボクサー リジェネレーション（リウ〈サラ・マラクル・レイン〉）

#### ドラマ
- カウンターパート/暗躍する分身
- スキャンダル 託された秘密 シーズン3（シェルビー、テレビ女1、テレビ女2）
- KILLJOYS/銀河の賞金ハンター（カーリーン、女性傍観者1、バーの女1）
- ドクターズ～恋する気持ち（ミラ、スジン、幼いジホン 他）
- ストレンジャー・シングス 未知の世界 シーズン2（カリ、エリカ 他）

#### アニメ
- バンピリーナとバンパイアかぞく（ホーネデット、男の子1）
- メカアマト（ディープ）
- メカアマトMovie（ディープ[6]）

#### その他
- 種子 - みんなのもの?それとも企業の所有物?

### インターネットテレビ
- あにらじっ♪（未）声優部 最終回番外編（ニコニコ生放送）
- まっしろTV（ニコニコ生放送）※MC（ましろガールズ）
- 竹書房 バンブーちゃんねる（ニコニコ生放送）

### 映画
- WHITE MEXICO

### CM
- 西日本電信電話
- みずほフィナンシャルグループ

### その他コンテンツ
- 小学館×GALAT キャラクタープロジェクト
- GunZ（オンラインゲーム、コンパニオン）
- 大江千里ライブ PAGODAPIA2006